# Валанцијера (Фрозиноне)
Валанцијера је насеље у Италији у округу Фрозиноне, региону Лацио.
Према процени из 2011. у насељу је живело 16 становника. Насеље се налази на надморској висини од 591 м.